# Iago
Iago er en fiktiv karakter i Shakespeares skuespil Othello fra omkring 1601–1604. Iago er stykkets hovedskurk og hovedpersonen Othellos fanebærer. Hans hustru er Emilia, er tjenerinde hos Othellos hustru Desdemona. Iago føler sig forbigået af Othello, hvilket får ham til at lægge planer for hævn over Othello. Han planlægger bl.a. at få Othello til at tro, at Desdemona har en affære med Othellos løjtnant, Michael Cassio.

## Rolle i stykket
Iago er en soldat, der har kæmpet ved siden af Othello i flere år og er blevet hans betroede rådgiver. I begyndelsen af stykket hævder Iago at være blevet forbigået til forfremmelse til rang som Othellos løjtnant til fordel for Michael Cassio. Iago planlægger at manipulere Othello til at fjerne Cassio og derefter at ramme Othello og andre i stykket. Iagos allierede, Roderigo, hjælper Iago md planerne i den fejlagtige tro, at Iago hjælpe Roderigo med at få Othellos kone, Desdemona, efter Othello er fjernet. Efter at Iago har forårsaget et slagsmål for at sikre Cassios degradering, går han i gang med sin næste plan: at få Othello til at tro, at Desdemona har en affære med Cassio. Denne plan optager de sidste tre akter af stykket.
Han manipulerer sin hustru Emilia, der er tjenerinde hos Desdemonas, til at tage et af Desdemonas lommetørklæder, som Othello havde givet hende. Han fortæller så Othello, at han havde set det i Cassios besiddelse. Da Othello bliver jaloux, beder Iago ham om at gemme sig og se på, mens Iago taler med Cassio. Iago får så Othello til at tro, at en samtale om Cassios elskerinde, Bianca, i virkeligheden handler om Desdemona. Othello beordrer Iago til at dræbe Cassio og lover til gengæld at gøre ham til løjtnant. Iago foranlediger herefter et opgør mellem Cassio og Roderigo, hvor sidstnævnte bliver dræbt af Iago, der snyder sin allierede. Cassio såres under kampen.
Iagos plan ser ud til at lykkes, da Othello dræber Desdemona. Kort efter afslører Emilia imidlertid Iagos forræderi, og Iago dræber hende i raseri, inden hun bliver arresteret. Da han afkræves en forklaring på sine handlinger, vælger han tavsheden. Han forbliver berømt tilbageholdende, når han bliver presset på for at få en forklaring på sine handlinger, før han bliver arresteret: "Forlang intet af mig. Hvad du véd, véd du. Fra nu af vil jeg aldrig sige et ord." Efter Othellos selvmord bliver Cassio leder, og fængsler Iago, der tortureres som straf for sine forbrydelser.